# Charly McClain

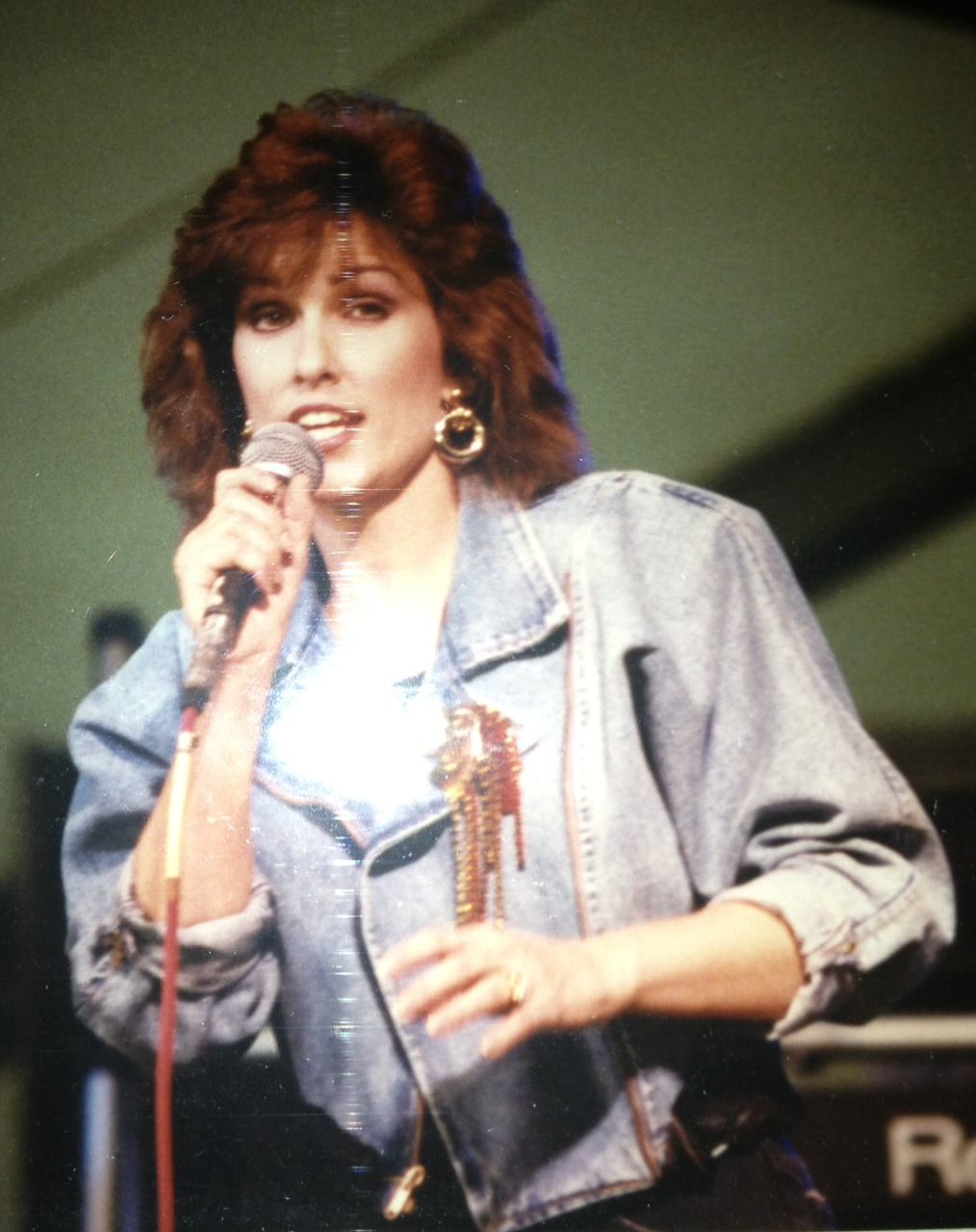
Charly McClain (1989)

Charly McClain (* 26. März 1956 als Charlotte Denise McClain in Memphis, Tennessee) ist eine US-amerikanische ehemalige Country-Sängerin, die ihre größten Erfolge in den 1980er Jahren feierte. Mit Who’s Cheatin’ Who (1981), Paradise Tonight (1983, ein Duett mit Mickey Gilley) und Radio Heart (1985) gelangen ihr drei Nummer-eins-Hits in den amerikanischen Country-Charts.

## Karriere
Charly McClain unterzeichnete 1976 ihren ersten Plattenvertrag bei Epic. In den folgenden Jahren durfte sie im Vorprogramm von Country-Stars wie Willie Nelson, Mel Tillis, Ronnie Milsap, Larry Gatlin, Charley Pride, Kenny Rogers, Don Williams oder Eddie Rabbitt auftreten. Ihre Hits waren zunächst relativ klein, erst 1978 gelang ihr mit That’s What You Do to Me ein erster Top-10-Erfolg in den Country-Charts. Ein Single-Hit im Duett mit Johnny Rodriguez (I Hate the Way I Love It, 1979) schloss sich an. Mit Who’s Cheatin’ Who (Platz eins) und Sleepin’ with the Radio on (Platz vier) folgte 1981 der endgültige Durchbruch. Insgesamt nahm McClain zwölf Solo-Alben für Epic auf, des Weiteren entstanden hier zwei erfolgreiche Duett-LPs mit Mickey Gilley und Wayne Massey. 1988 wechselte die Sängerin nach mehreren weniger erfolgreichen Singles für das schlicht Charly McClain betitelte Album zum Label Mercury. Doch auch hier ließ ihr Erfolg weiter nach. Bis 1989 gelangen McClain insgesamt 39 Hits in den Country-Charts. Außerdem wurde sie zwei Mal für einen der wichtigsten Preise der Country-Branche, den ACM Award, nominiert und versuchte sich hin und wieder auch als Schauspielerin. So war sie unter anderem in den Serien Hart aber herzlich (1981) und CHiPs (1983) zu sehen. Zu Beginn der 1990er Jahre zog sich McClain schließlich ins Privatleben zurück und beendete ihre Gesangskarriere.

## Privat
Charly McClain ist seit Juli 1984 mit dem Country-Sänger Wayne Massey verheiratet.

## Diskografie

### Alben
| Jahr | Titel                 | Höchstplatzierung, Gesamtwochen, AuszeichnungChartsChartplatzierungen (Jahr, Titel, Platzierungen, Wochen, Auszeichnungen, Anmerkungen) | Anmerkungen       |
| Jahr | Titel                 | Country | Anmerkungen       |
| ---- | --------------------- | --- | ----------------- |
| 1978 | Let Me Be Your Baby   | Country47 (2 Wo.)Country |                   |
| 1980 | Women Get Lonely      | Country73 (1 Wo.)Country |                   |
| 1980 | Who’s Cheatin’ Who    | Country28 (31 Wo.)Country |                   |
| 1981 | Surround Me with Love | Country9 (51 Wo.)Country |                   |
| 1982 | Too Good to Hurry     | Country22 (21 Wo.)Country |                   |
| 1983 | Paradise              | Country21 (31 Wo.)Country |                   |
| 1983 | The Woman in Me       | Country6 (27 Wo.)Country |                   |
| 1984 | It Takes Believers    | Country7 (34 Wo.)Country | mit Mickey Gilley |
| 1984 | Charly                | Country29 (14 Wo.)Country |                   |
| 1985 | Radio Heart           | Country15 (29 Wo.)Country |                   |
| 1986 | When Love Is Right    | Country28 (17 Wo.)Country | mit Wayne Massey  |
| 1987 | Still I Stay          | Country35 (20 Wo.)Country |                   |

Weitere Alben
- 1977: Here’s Charly McClain
- 1979: Alone Too Long
- 1988: Charly McClain

### Kompilationen
| Jahr | Titel         | Höchstplatzierung, Gesamtwochen, AuszeichnungChartsChartplatzierungen (Jahr, Titel, Platzierungen, Wochen, Auszeichnungen, Anmerkungen) | Anmerkungen |
| Jahr | Titel         | Country | Anmerkungen |
| ---- | ------------- | --- | ----------- |
| 1981 | Encore        | Country52 (9 Wo.)Country |             |
| 1982 | Greatest Hits | Country43 (8 Wo.)Country |             |
| 1985 | Biggest Hits  | Country39 (25 Wo.)Country |             |

Weitere Kompilationen
- 1987: Ten Year Anniversary
- 1991: Portfolio
- 1998: Pure Country
- 1999: Anthology

### Singles
| Jahr | Titel Album                                                     | Höchstplatzierung, Gesamtwochen, AuszeichnungChartsChartplatzierungen (Jahr, Titel, Album, Platzierungen, Wochen, Auszeichnungen, Anmerkungen) | Anmerkungen          |
| Jahr | Titel Album                                                     | Country | Anmerkungen          |
| ---- | --------------------------------------------------------------- | --- | -------------------- |
| 1976 | Lay Down Here’s Charly McClain                                  | Country67 (11 Wo.)Country |                      |
| 1977 | Lay Something on My Bed Besides a Blanket Here’s Charly McClain | Country82 (5 Wo.)Country |                      |
| 1977 | It’s Too Late to Love Me Now Here’s Charly McClain              | Country87 (4 Wo.)Country |                      |
| 1977 | Make the World Go Away Let Me Be Your Baby                      | Country73 (5 Wo.)Country |                      |
| 1978 | Let Me Be Your Baby                                             | Country13 (16 Wo.)Country |                      |
| 1978 | That’s What You Do to Me Let Me Be Your Baby                    | Country8 (14 Wo.)Country |                      |
| 1979 | Take Me Back Let Me Be Your Baby                                | Country24 (11 Wo.)Country |                      |
| 1979 | When A Love Ain’t Right Alone Too Long                          | Country11 (14 Wo.)Country |                      |
| 1979 | You’re a Part of Me Alone Too Long                              | Country20 (12 Wo.)Country |                      |
| 1979 | I Hate the Way I Love It Women Get Lonely                       | Country16 (14 Wo.)Country | mit Johnny Rodriguez |
| 1980 | Men Women Get Lonely                                            | Country7 (15 Wo.)Country |                      |
| 1980 | Let’s Put Our Love in Motion Women Get Lonely                   | Country23 (13 Wo.)Country |                      |
| 1980 | Women Get Lonely                                                | Country18 (13 Wo.)Country |                      |
| 1980 | Who’s Cheatin’ Who                                              | Country1 (17 Wo.)Country |                      |
| 1981 | Surround Me with Love                                           | Country5 (18 Wo.)Country |                      |
| 1981 | Sleepin’ with the Radio On Surround Me with Love                | Country4 (16 Wo.)Country |                      |
| 1981 | The Very Best Is You Surround Me with Love                      | Country5 (18 Wo.)Country |                      |
| 1982 | Dancing Your Memory Away Too Good to Hurry                      | Country3 (20 Wo.)Country |                      |
| 1982 | With You Too Good to Hurry                                      | Country7 (21 Wo.)Country |                      |
| 1983 | Fly into Love Paradise                                          | Country20 (15 Wo.)Country |                      |
| 1983 | Paradise Tonight Paradise                                       | Country1 (22 Wo.)Country | mit Mickey Gilley    |
| 1983 | Sentimental Ol’ You The Woman in Me                             | Country3 (21 Wo.)Country |                      |
| 1984 | Candy Man It Takes Believers                                    | Country5 (18 Wo.)Country | mit Mickey Gilley    |
| 1984 | Band of Gold The Woman in Me                                    | Country22 (15 Wo.)Country |                      |
| 1984 | The Right Stuff It Takes Believers                              | Country14 (17 Wo.)Country | mit Mickey Gilley    |
| 1984 | Some Hearts Get All the Breaks Charly                           | Country25 (18 Wo.)Country |                      |
| 1985 | Radio Heart                                                     | Country1 (23 Wo.)Country |                      |
| 1985 | With Just One Look in Your Eyes Radio Heart                     | Country5 (22 Wo.)Country | mit Wayne Massey     |
| 1985 | You Are My Music, You Are My Song Radio Heart                   | Country10 (20 Wo.)Country | mit Wayne Massey     |
| 1986 | When It’s Down to Me and You When Love Is Right                 | Country17 (15 Wo.)Country | mit Wayne Massey     |
| 1986 | So This Is Love Radio Heart                                     | Country41 (11 Wo.)Country |                      |
| 1986 | When Love Is Right                                              | Country74 (6 Wo.)Country | mit Wayne Massey     |
| 1987 | Don’t Touch Me There Still I Stay                               | Country20 (24 Wo.)Country |                      |
| 1987 | And Then Some Still I Stay                                      | Country51 (9 Wo.)Country |                      |
| 1988 | Still I Stay                                                    | Country60 (5 Wo.)Country |                      |
| 1988 | Sometimes She Feels Like a Man Charly McClain                   | Country55 (7 Wo.)Country |                      |
| 1988 | Down the Road Charly McClain                                    | Country58 (6 Wo.)Country |                      |
| 1989 | One on Your Heart, One on Your Mind Charly McClain              | Country50 (6 Wo.)Country |                      |
| 1989 | You Got the Job Charly McClain                                  | Country65 (5 Wo.)Country |                      |